# Alberta (imię)
Alberta – żeńska forma imienia Albert. Patronką tego imienia jest św. Alberta z Agen (III wiek).
Alberta imieniny obchodzi 6 października.